# Carl Marx (Maler)
Carl Marx (* 18. August 1911 in Göttnitz; † 10. März 1991 in Dessau) war ein deutscher Maler.

## Leben
Marx wurde als Sohn eines Müllers und organisierten Arbeiters geboren. Nach dem Besuch der Mittelschule in Dessau absolvierte er von 1926 bis 1929 eine Lehre als Dekorationsmaler. 1927 trat er in die Sozialistische Arbeiterjugend ein. Nach Abschluss seiner Lehrausbildung 1929 begann er eine bis 1930 dauernde Wanderung durch Österreich und die Schweiz, auf der er auch am internationalen Jugendtag in Wien teilnahm.
1931 bis 1933 erfolgte sein Studium bei Josef Albers, Mies van der Rohe und Kandinsky am Bauhaus in Dessau und Berlin. Nach deren Schließung war er 1933 bis 1935 arbeitslos in Dessau. Zwischen 1935 und 1938 nahm er eine Tätigkeit als Anstreicher an, 1938 bis 1939 wurde er zum Bau des Westwalls zwangsverpflichtet. 1940 wurde er zur Wehrmacht eingezogen, und er nahm am Zweiten Weltkrieg teil. Nach einer Verwundung wurde er 1942 als Schwerbeschädigter entlassen. Von 1943 bis 1945 erhielt er eine Stelle als Prüfstellenassistent in einem Dessauer Rüstungsbetrieb, und nach Kriegsende verdiente er sich bis 1947 mit Gelegenheitsarbeiten.
Nach dem Ende des NS-Staats arbeitete er freischaffend in Dessau aus Maler. Er gehörte mit Rudolf Hugk, Harry Kieser, Rolf Radack, Helmut Schindewolf, Hans-Erich Schmidt-Uphoff und Paul Schwerdtner zu der losen Künstlergruppe Dessauer Malerkollektiv. 1947 erfolgte die erste Ausstellung seiner Werke in Dessau, seitdem war er, unterbrochen 1953 von einer Tätigkeit als Betonbauer, in Dessau freischaffend tätig. 1948 beteiligte er sich erstmals an den Landes- und späteren Bezirkskunstausstellungen in Halle (Saale). In der Folgezeit war er an mehreren wichtigen Ausstellungen in der DDR beteiligt.
Marx war Mitglied der SED, wurde jedoch 1953 wegen mangelnder Anpassung wieder ausgeschlossen. Er war bis 1990 Mitglied des Verbands Bildender Künstler der DDR.
1990 führte er eine Auseinandersetzung über die geplante Rekonstruktion der Dessauer Bahnhofshalle herbei.

## Werke (Auswahl)

### Tafelbilder (Auswahl)
- Tänzerinnen (Öl; auf der 2. Deutschen Kunstausstellung)[3]
- Wiederaufbau der Stadt Dessau (1950/1951, monumentales Wandbild; Dessau, Ratssaal des Rathauses Dessau; mit Schwerdtner, Radack und Schmidt-Uphoff)[4]
- Kinderfest (Öl, 61 × 105 cm; auf der Vierten Deutschen Kunstausstellung)
- Brasilia (Öl; 1967; auf der VI. Deutschen Kunstausstellung)[5]
- Im Park (Öl, 1963; auf der VI. Deutschen Kunstausstellung)[6]
- Kaufhallenlehrling Monika (Öl; 1971; auf der VII. Kunstausstellung der DDR)[7]
- Der Rettungsschwimmer (Öl, auf der VIII. Kunstausstellung der DDR)[8]
- Song vom letzten Bauhausfest Februar 1933 (Öl; 1977; auf der VIII. Kunstausstellung der DDR)
- Funkensprühend zieht er seine Bahn über die Kunstlandschaft - L'hommage de Willi Sitte (Öl; 1980; auf der IX. Kunstausstellung der DDR)

### Baugebundene Arbeiten (Auswahl)
- Glasbild (groteske Tanzfigurinen) (Hinterglasmalerei, hinterlegt mit präparierter Metallfolie, 1962), in der Nachtbar des Hotel Lunik in Eisenhüttenstadt[9], seit 1992 verschollen
- Mosazierte Säulen (Keramik, 1963), im Konzertcafé des Hotel Lunik Eisenhüttenstadt[10]

### Zeichnungen (Auswahl)
- Löwenritt (Pinselzeichnung mit schwarzer Tusche; 1952; Blatt aus der Folge „Zirkus für Kinder“; im Bestand des Otto-Dix-Hauses Gera)[11]

## Einzelausstellungen (unvollständig)
- 1971 Halle, Staatliche Galerie Moritzburg (Gemälde, Zeichnungen, Keramik, Hinterglasmalerei)
- 1981 Karl-Marx-Stadt, Klub der Intelligenz Pablo Neruda
- 1986 Dessau, Bauhaus
- 1987 Leipzig, Galerie am Sachsenplatz (Malerei und Zeichnungen)
- 2004 Halle, Kunstverein Talstraße e.V.
- 2005 Potsdam, Altes Rathaus (Kunstverein Potsdam)
- 2005 Berlin, Galerie am Gendarmenmarkt